# Løding
Løding är en tätort i Bodø kommun i Nordland fylke i norra Norge. Orten ligger vid riksväg 80, på norra sidan av Saltfjorden.